# Oceánský pohár národů 1996
Oceánský pohár národů 1996 bylo třetí mistrovství pořádané fotbalovou asociací OFC. Vítězem se stala australská fotbalová reprezentace.

## Kvalifikace
Týmy  Austrálie a  Nový Zéland byly nasazeny přímo do finálové fáze.

### Melanéský pohár 1994
| Tým                 | Z | V | R | P | VG | IG | B  |
| ------------------- | - | - | - | - | -- | -- | -- |
| Šalomounovy ostrovy | 4 | 4 | 0 | 0 | 10 | 1  | 12 |
| Fidži               | 4 | 3 | 0 | 1 | 8  | 4  | 9  |
| Papua Nová Guinea   | 4 | 1 | 1 | 2 | 2  | 4  | 4  |
| Nová Kaledonie      | 4 | 1 | 0 | 3 | 5  | 9  | 3  |
| Vanuatu             | 4 | 0 | 1 | 3 | 5  | 12 | 1  |

| 3. července 1994  |     |                |                     |
| Papua Nová Guinea | 3:0 | Nová Kaledonie | Šalomounovy ostrovy |
|                   |     |                | Šalomounovy ostrovy |

| 4. července 1994 |     |                |                     |
| Fidži            | 3:1 | Nová Kaledonie | Šalomounovy ostrovy |
|                  |     |                | Šalomounovy ostrovy |

| 5. července 1994 |     |         |                     |
| Nová Kaledonie   | 3:2 | Vanuatu | Šalomounovy ostrovy |
|                  |     |         | Šalomounovy ostrovy |

| 5. července 1994    |     |                   |                     |
| Šalomounovy ostrovy | 2:0 | Papua Nová Guinea | Šalomounovy ostrovy |
|                     |     |                   | Šalomounovy ostrovy |

| 6. července 1994    |     |         |                     |
| Šalomounovy ostrovy | 4:0 | Vanuatu | Šalomounovy ostrovy |
|                     |     |         | Šalomounovy ostrovy |

| 6. července 1994 |     |                   |                     |
| Fidži            | 1:0 | Papua Nová Guinea | Šalomounovy ostrovy |
|                  |     |                   | Šalomounovy ostrovy |

| 7. července 1994 |     |                   |                     |
| Vanuatu          | 1:1 | Papua Nová Guinea | Šalomounovy ostrovy |
|                  |     |                   | Šalomounovy ostrovy |

| 7. července 1994    |     |       |                     |
| Šalomounovy ostrovy | 1:0 | Fidži | Šalomounovy ostrovy |
|                     |     |       | Šalomounovy ostrovy |

| 8. července 1994 |     |         |                     |
| Fidži            | 4:2 | Vanuatu | Šalomounovy ostrovy |
|                  |     |         | Šalomounovy ostrovy |

| 8. července 1994    |     |                |                     |
| Šalomounovy ostrovy | 3:1 | Nová Kaledonie | Šalomounovy ostrovy |
|                     |     |                | Šalomounovy ostrovy |

### Polynéský pohár 1994
| Tým            | Z | V | R | P | VG | IG | B |
| -------------- | - | - | - | - | -- | -- | - |
| Tahiti         | 3 | 3 | 0 | 0 | 10 | 1  | 9 |
| Tonga          | 3 | 1 | 1 | 1 | 4  | 4  | 4 |
| Samoa          | 3 | 1 | 1 | 1 | 5  | 10 | 4 |
| Americká Samoa | 3 | 0 | 0 | 3 | 3  | 7  | 0 |

| 24. listopadu 1994 |     |       |       |
| Tahiti             | 1:0 | Tonga | Samoa |
|                    |     |       | Samoa |

| 24. listopadu 1994 |     |                |       |
| Samoa              | 3:1 | Americká Samoa | Samoa |
|                    |     |                | Samoa |

| 25. listopadu 1994 |     |                |       |
| Tahiti             | 2:1 | Americká Samoa | Samoa |
|                    |     |                | Samoa |

| 25. listopadu 1994 |     |       |       |
| Samoa              | 2:2 | Tonga | Samoa |
|                    |     |       | Samoa |

| 28. listopadu 1994 |     |                |       |
| Tonga              | 2:1 | Americká Samoa | Samoa |
|                    |     |                | Samoa |

| 28. listopadu 1994 |     |        |       |
| Samoa              | 0:7 | Tahiti | Samoa |
|                    |     |        | Samoa |

## Finálová fáze

### Semifinále
| 10. listopadu 1995 |     |           |                                                                                  |
| Nový Zéland        | 0:0 | Austrálie | Queen Elizabeth II Park, Christchurch diváci: 8 000 rozhodčí: Barry Tasker (NZL) |
|                    |     |           | Queen Elizabeth II Park, Christchurch diváci: 8 000 rozhodčí: Barry Tasker (NZL) |

| 15. listopadu 1995                                   |     |             |                                                                          |
| Austrálie                                            | 3:0 | Nový Zéland | Breakers Stadium, Newcastle diváci: 8 858 rozhodčí: Simon Micallef (AUS) |
| Damian Mori 33' Paul Wade 45' (pen.) Joe Spiteri 51' |     |             | Breakers Stadium, Newcastle diváci: 8 858 rozhodčí: Simon Micallef (AUS) |

 Austrálie zvítězila celkovým skóre 3:0 a postoupila do finále.
| 17. listopadu 1995  |     |                        |                                                                        |
| Šalomounovy ostrovy | 0:1 | Tahiti                 | Lawson Tama Stadium, Honiara diváci: 15 000 rozhodčí: Intaz Shah (FIJ) |
|                     |     | Jean-Loup Rousseau 72' | Lawson Tama Stadium, Honiara diváci: 15 000 rozhodčí: Intaz Shah (FIJ) |

| 11. května 1996                         |     |                     |                                                                |
| Tahiti                                  | 2:1 | Šalomounovy ostrovy | Stade Pater, Papeete diváci: 15 000 rozhodčí: Derek Rugg (NZL) |
| Jean-Loup Rousseau 46' Macha Gatien 88' |     | Robert Seni 81'     | Stade Pater, Papeete diváci: 15 000 rozhodčí: Derek Rugg (NZL) |

 Tahiti zvítězilo celkovým skóre 3:1 a postoupilo do finále.

### Finále
| 27. října 1996 |     |                                                                      |                                                                     |
| Tahiti         | 0:6 | Austrálie                                                            | Olympic Stadium, Papeete diváci: 5 000 rozhodčí: Barry Tasker (NZL) |
|                |     | Ernie Tapai 5' Paul Trimboli 20' Kris Trajanovski 25', 28', 44', 89' | Olympic Stadium, Papeete diváci: 5 000 rozhodčí: Barry Tasker (NZL) |

| 1. listopadu 1996                                                         |     |        |                                                                    |
| Austrálie                                                                 | 5:0 | Tahiti | Bruce Stadium, Canberra diváci: 9 421 rozhodčí: Intaz Shah (Fidži) |
| Robbie Hooker 11' Kris Trajanovski 21', 36', 54' Rupena Raumati 31' (vl.) |     |        | Bruce Stadium, Canberra diváci: 9 421 rozhodčí: Intaz Shah (Fidži) |

 Austrálie získala po celkovém vítězství 11:0 titul.